# Karenzzeit (Radsport)
Unter Karenzzeit versteht man im Straßenradsport die Zeit, die ein Fahrer nicht überschreiten darf, um bei Etappenrennen nicht aus dem Rennen genommen zu werden.

## Bestimmungen des Weltradsportverbandes
Nach dem Reglement des Weltradsportverbands UCI für internationale Etappenrennen wird die Karenzzeit durch das Sonderreglement des Veranstalters abhängig von der Charakteristik (Einzelzeitfahren, Mannschaftszeitfahren, Bergetappe, Flachetappe) der Etappe festgelegt. Dabei handelt es sich meist um einen prozentualen Zuschlag auf die Zeit des Siegers. Bei außergewöhnlichen Umständen (etwa Unwetter, Massensturz) kann die Jury eine Ausnahmeregelung treffen.
Fahrern, die trotz Überschreitens der Karenzzeit das Rennen fortsetzen dürfen, werden alle Punkte in der Punkte- und Bergwertung gestrichen.

## Gruppetto
Um die Karenzzeit zu erreichen, schließen sich insbesondere bei schweren Etappen die abgehängten Fahrer zu einem Gruppetto zusammen. Dabei profitieren die Fahrer auch davon, dass die Rennleitung oft eine Ausnahmeregelung trifft, wenn eine Vielzahl von Fahrern die Karenzzeit verpasst.

## Karenzzeiten bei der Tour de France
Bei der Tour de France wurde das Zeitlimit 1950 eingeführt, um die Zeit zu begrenzen, bis die Sprinter und Wasserträger ins Ziel kamen. Das Reglement der Tour de France 2020 bestimmt für Massenstartetappen, dass die Fahrer – je nach Art der Etappe – die Zeit des Siegers um 4 % bis 20 % überschreiten dürfen. Beispiele:
- bei einer Flachetappe mit einer Durchschnittsgeschwindigkeit des Siegers von weniger als 36 km/h: 4 % Karenzzeit,
- bei einer Flachetappe mit einer Durchschnittsgeschwindigkeit des Siegers von mehr als 50 km/h: 12 % Karenzzeit,
- bei einer kurzen schweren Bergetappe mit einer Durchschnittsgeschwindigkeit des Siegers von mindestens 36 km/h: 18 % Karenzzeit,
- bei einer mittelschweren Bergetappe („parcours très accidenté“) mit einer Durchschnittsgeschwindigkeit des Siegers von mindestens 44 km/h: 20 % Karenzzeit und
- beim Einzelzeitfahren beträgt die Karenzzeit unabhängig von der Durchschnittsgeschwindigkeit 25 % der Siegerzeit.

Andere Etappenrennen treffen in ihren Reglements vergleichbare Regelungen.